# 斯海爾德河海戰 (1574年)
斯海爾德河海戰又稱瓦爾赫倫島海戰（荷蘭語稱Slag bij Reimerswaal ），是1574年1月29日爆發的海戰，當時正值八十年戰爭和英西戰爭期間  。參戰雙方是由Lodewijk van Boisot麾下的「海上乞丐」艦隊（包括英国和苏格兰部隊）和朱利安·羅梅羅（Julián Romero）麾下的西班牙艦隊。西班牙艦隊當時試圖解救被圍困的西班牙方掌控市鎮米德尔堡，但被洛德維克·萬·博伊索麾下艦隊所拦截，荷蘭一方是以摧毀或俘獲對方近15艘船取得戰勝結果  。該戰導致米德爾堡與阿訥默伊登一起在僅9天後向荷蘭方投降 。

## 背景
1572年4月時，位處瓦尔赫伦岛的法拉盛、维尔和阿内米登等城邦都向荷蘭王公宣誓效忠。然而島上的另一座城市米德尔堡維持對西班牙君主菲利普二世的效忠，從而就被荷蘭部隊所圍困，隨著該地用以供給六個月時間的食物、彈藥和其他物資開始被耗盡後，西班牙指挥官桑喬·達維拉Sancho d'Avila第二次嘗試經海路補給該城（他的第一次嘗試是失敗掉，參見博爾塞勒戰役）。 而第三次嘗試在1573年8月荷蘭與英國軍隊攻占拉梅肯斯堡壘後告吹。
當其時西蘭島海軍上將弗萊明·洛德維克·范·博伊索 ( Flemming Lodewijk van Boisot) 所率領的荷蘭人，是想要與西班牙艦隊展開較量，而他們是和另一支由海軍中將喬斯·德·摩爾所率艦隊會合。與此同時在荷蘭方內部，也有提出要求，要強化圍困米德爾堡的駐軍部署。荷蘭方在集結了足夠多部隊，包括由托馬斯·摩根上校所統率的一批英國和蘇格蘭連隊，便開始搜尋起西班牙艦隊的踪跡。
荷蘭人反叛期間第二位接任西班牙指揮官的唐路易斯·德雷克薩斯-蘇尼加，決定派出一支海軍部隊以一勞永逸消滅逆權的荷蘭人。他寄望此目標如一旦得以實現，在此之外是也能一併解圍米德爾堡的西班牙駐軍。他就此是命令唐朱利安·迪·羅梅羅（Julian di Romero）和一位弗拉芒人海軍上將傑拉德·德·格萊姆斯（Gerard de Glymes ）航行到「乞丐們」（荷蘭人）所活躍之處：斯海尔德河口的瓦爾赫倫島。 
唐朱利安·迪·羅梅羅雖然在陸地是一位能幹的上尉，但在海事方面就欠缺經驗，他曾多次提醒蘇尼加這一事實，但被蘇尼加置若罔聞。西班牙方該役派遣的最大運載艦隊啟航一段時間後，航行距離仍未越過貝亨奧普佐姆。對此艦隊命運擔憂的蘇尼加，則一直與其同行到斯海爾德河口

## 交戰
艦隊於1月29日在卑爾根抛锚，等待涨潮後再從此處起航。出行時艦隊為向大指揮官致意而進行禮炮施放，但其中一艘船施放後卻點燃自己的彈藥艙——由此產生的災難性爆炸不僅摧毀了這艘船，而且殺死了船上的每個人。因這一事件而士氣低落的艦隊隨後繼續緩慢航行，當他們在賴默斯瓦爾附近瓦爾赫倫島對出時發現了一支龐大的艦隊。 西班牙人認為是友方而上去迎接他們，但很快發現這支艦隊實際上是西蘭島海軍上將弗萊明·洛德維克·范·博伊索的艦隊。 西班牙艦隊試圖掉頭離開，但天氣此時也轉壞，為時太晚因此形成交戰陣線。當時是博伊索率令發起攻擊，兩支艦隊就此在斯海爾德河口列隊作戰。 

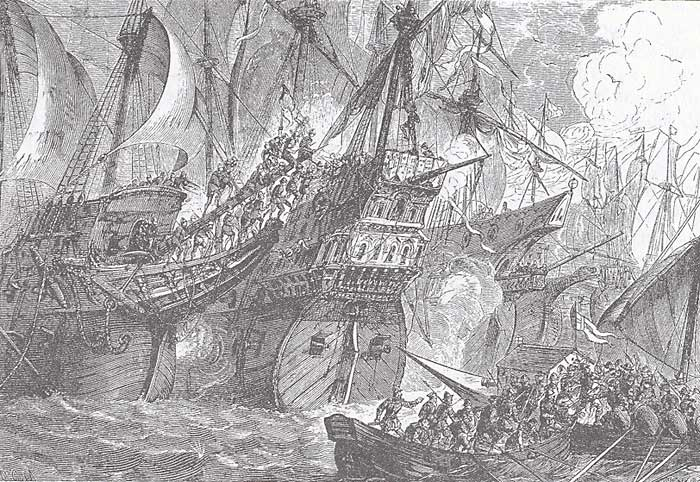
在交戰期間，登上西班牙船隻的荷蘭&英國的士兵和水手。

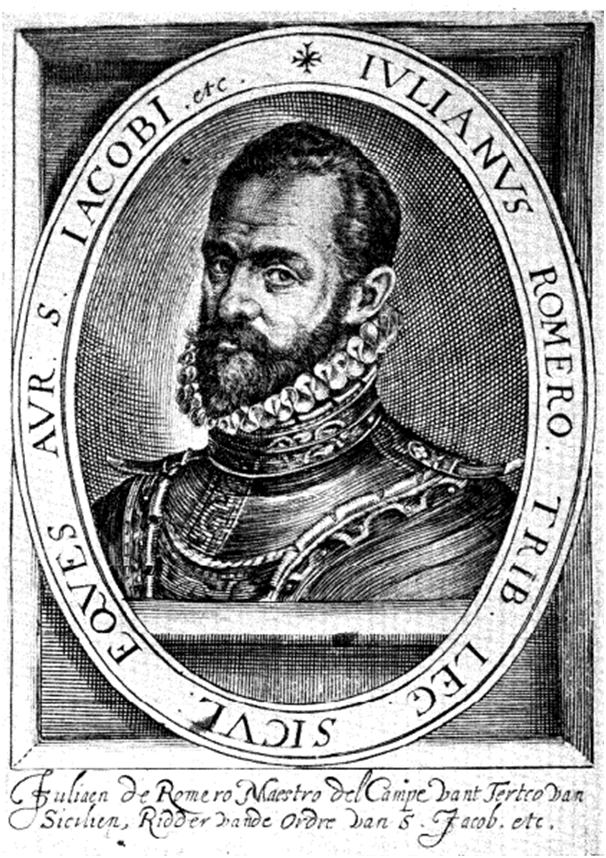
西班牙指揮官朱利安·羅梅羅

在Schot和Klaafzoon都深受重傷時，羅梅羅的第一師接近並登上對方第一個軍艦側翼。 交戰中博伊索海軍上將失去了一只眼，其他帆船上則有許多軍官和水手被殺或受傷。 被注定要用於圍困西班牙人的士兵們，被大量投入到交戰從而驚嚇到了西班牙人。荷蘭船隻得以接近對方後，荷蘭的士兵們也得以接連登上西班牙船隻。羅梅羅的船隻被盡可能多的困於狹窄河口內，他們就很快發現自己陷入與對方進行近距離的戰鬥。隨即發生的，是一場凶殘的肉搏戰。
戰鬥持續了整兩個小時，最終是盎格魯-荷蘭人佔據到上風。 德·格萊姆斯自己的船撞到了沙洲，令船隻她無法脫離。荷蘭方察覺到該船困境便從四面八方向其攻擊，在猛烈開火後是最終點燃了該船。 而羅蘭·約克船長和他的英國部隊，就從海軍中將喬斯·德·摩爾的旗艦出發，和來自另一艘弗拉芒人船的托馬斯·摩根上校的英國人連隊，一起登上了眾多西班牙船隻。羅梅羅見狀是急忙向德·格萊姆斯求助，但他所有嘗試撲滅火焰的舉動都證明是無效的，失火船隻在几分鐘內與海軍上將一齊沉沒了，但在船覆之前其燃燒的桅杆也點燃了羅梅羅的船。包括著名士兵羅傑·威廉姆斯（Roger Williams ）在內的荷方摩根上校部下，利用起火情帶來的優勢而登船，而在另一邊的荷蘭士兵則通過奪旗來佔據船體。荷蘭方在激戰中幾乎俘獲到朱利安·羅梅羅，但當羅梅羅的船開始燃燒時，他利用了舷窗逃離開。
一蘇格蘭連隊的羅賓遜上尉，就帶領他的部下奪取了西班牙海軍少將的船。陷入完全混亂的西班牙人，在惡劣天氣下設法自救，但在直到夜幕降臨前仍被對方追擊，而失去了五艘船，此時戰鬥告結。

## 後果

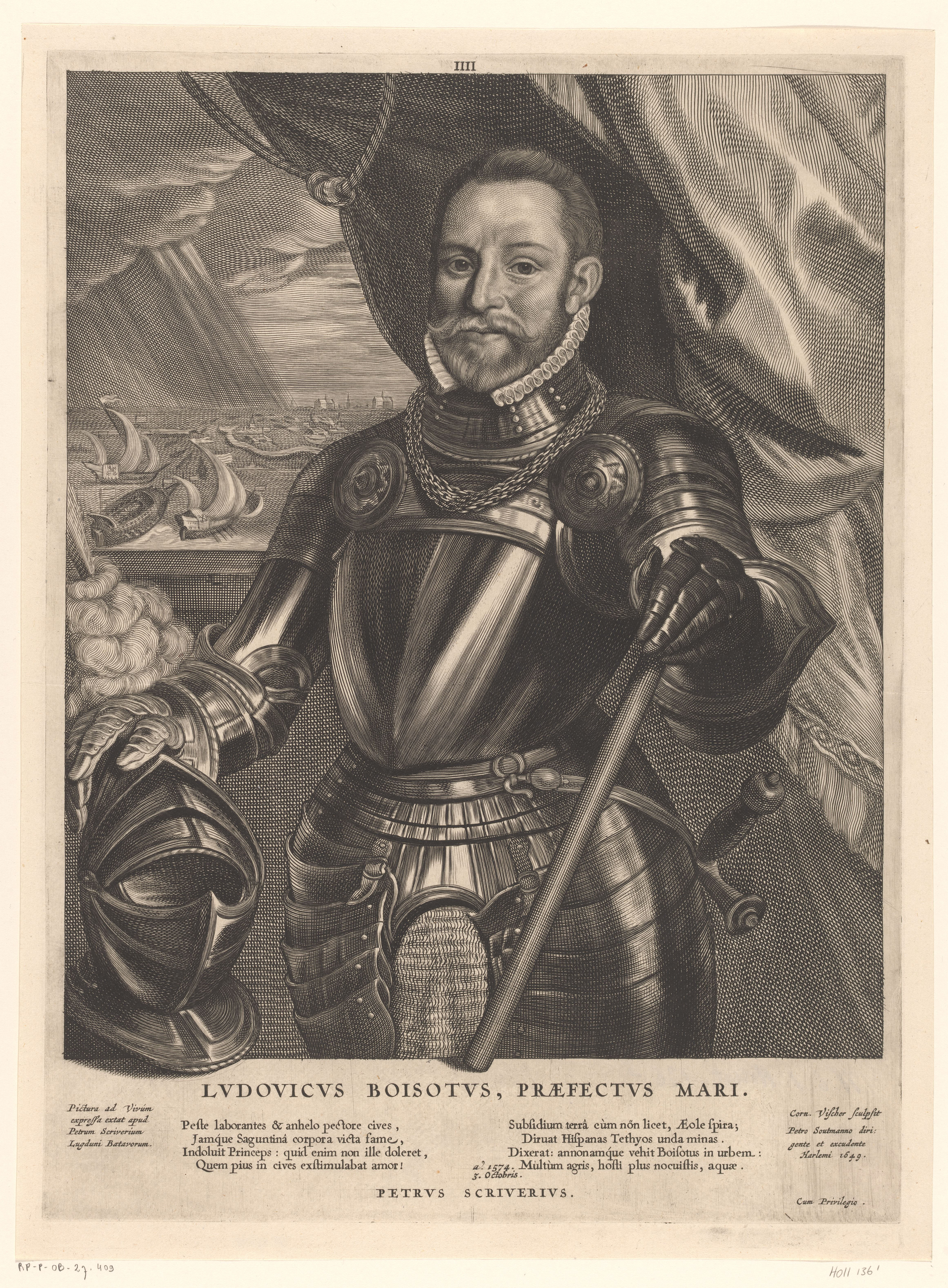
率領荷方艦隊的荷蘭小貴族Lodewijk van Boisot

整個戰況在西班牙指揮官唐路易斯·蘇尼加眼皮底下鋪開，他當時是站在堤壩見證了滂沱大雨下的交戰。 逃離的羅梅羅涉水上岸後很快就找到蘇尼加，便冷冷說去：
我告訴過閣下你了，我是陸上戰士而不是水手——就是給我一百艘船我恐怕也不會幹得更好。——羅梅羅
隨後西班牙人無序地撤退到卑爾根，到此時因被俘及沉沒而損失的船隻達十五艘，另有多達1,200人被殺、受傷或被俘，西班牙人是被徹底擊潰。而有盎格魯-荷蘭人士兵的荷蘭艦隊，據統計因兩艘船沉沒而傷亡約300人；一些船則已經擱淺，但後面是再被打撈上來。剩餘的西班牙艦隊駛往了夫利辛亨，而在得知這場災難的消息後它們就全速撤退到安特卫普。根據可敬蘇尼加的說法，他目睹到的戰況，與他僅在三年前參加過的勒班陀之战一樣野蠻。
米德爾堡因此結果是僅在9天後就投降了，阿内姆伊登也緊隨之 。兩次勝果疊加起來，是確保了荷蘭逆權方控制得到泽兰的主要島嶼，此外也使他們成為了當地海域的主宰。
到了9月，勝利的英荷聯軍將一些參與過勝仗船隻和水手們，帶去迎接萊頓解圍之時，萊頓自1572年以來一直處在西班牙人的圍困之中。
菲臘二世對當年失敗倍感憤怒，而決定派出一支主要部隊前往北海以摧毀英國和海上乞丐的艦隊，但在一年之內，瘟疫、效率低下以及艦隊指揮官佩德羅·梅南德斯·德·阿維萊斯的死亡，以一種有效力量將該企圖摧毀。